# El Pobo de Dueñas
El Pobo de Dueñas – gmina w Hiszpanii, w prowincji Guadalajara, w Kastylii-La Mancha, o powierzchni 55,28 km². W 2011 roku gmina liczyła 144 mieszkańców.